# Gorgias (général)
Pour les articles homonymes, voir Gorgias (homonymie).
Gorgias (en grec ancien Γοργίας / Gorgias) est un général séleucide au service d'Antiochos IV. Il est évoqué dans le premier livre des Maccabées et dans le deuxième livre des Maccabées.
Il est le gouverneur de l'Idumée, peut-être avant 165 av. J.-C.. Il est envoyé avec Nicanor combattre la révolte des Maccabées en Judée. L'armée séleucide, divisée, est vaincue par les forces de Judas Maccabée à la bataille d'Emmaüs en 165. 